# Politica dell'Iraq
L'Iraq è una repubblica democratica parlamentare federale. È basato su un sistema multipartitico in cui il potere esecutivo è esercitato dal Primo Ministro del Consiglio dei Ministri come capo del governo, il Presidente dell'Iraq come capo dello Stato e il potere legislativo è affidato al Consiglio dei Rappresentanti.
L'attuale Primo Ministro dell'Iraq è Mohammed Shia al-Sudani, che detiene gran parte delle autorità esecutive e ha nominato il Consiglio dei Ministri.
Le province autonome del Nord, la Regione del Kurdistan, sono emerse nel 1992 come entità autonoma all'interno dell'Iraq con il proprio governo locale e parlamento.
L'Economist Intelligence Unit ha classificato l'Iraq come "regime autoritario" nel 2019.
Durante la Prima guerra mondiale, l'Iraq fu occupato dalle forze britanniche e alla fine della guerra fu affidato in mandato alla Gran Bretagna dalla Società delle Nazioni (1920). Nel 1926 venne riconosciuta l'annessione della regione settentrionale di Mossul, già rivendicata dalla Turchia e abitata principalmente da Curdi, le cui richieste di indipendenza avrebbero causato ripetute rivolte contro il governo centrale di Baghdad nei decenni successivi. Nel 1921 l'Iraq divenne un regno sotto l'hashimita Faiṣal, ma fu avversato dalla componente sciita maggioritaria. Nel 1924 l'Iraq divenne una monarchia costituzionale ereditaria. Così, lo Stato iracheno nacque subordinato al potere britannico e condizionato da due importanti questioni nazionali: quella curda e quella sciita.
Il paese divenne indipendente nel 1932, con la fine del mandato, ma rimase legato al Regno Unito. Per un breve periodo nel 1958 ha formato una federazione con la Giordania come Unione Araba.
Fino ad aprile 2003 l'Iraq è stato una repubblica dittatoriale governata dal Partito Ba'th, o Partito di Rinascita Araba Socialista. Soprattutto a partire dalla presa del potere da parte di Saddam Hussein nel 1979 il regime privilegiava gli arabi musulmani sunniti a danno degli arabi musulmani sciiti e dei curdi musulmani sunniti. Nella primavera 2003 la seconda Guerra del Golfo, lanciata da una coalizione guidata dagli Stati Uniti, ha portato alla caduta del regime di Saddam Hussein.
Da allora lo stato iracheno è una repubblica parlamentare. La nuova costituzione assegna un ruolo importante alla religione islamica, proclamata religione di Stato e "sorgente fondamentale della legislazione", vietando l'imposizione di leggi che contraddicano i principi fondamentali dell'Islam. Essa prevede pure che non possano essere imposte leggi contrarie ai principi democratici ed ai diritti umani e garantisce la libertà religiosa di tutti i cittadini.
La divisione amministrativa consiste in 18 governatorati, cui la nuova costituzione concede la possibilità di formare delle confederazioni dotate di ampia autonomia. Il Kurdistan iracheno è una regione autonoma nei territori settentrionali abitati dai curdi, stabilita successivamente alla prima Guerra del Golfo del 1991. I governatorati centro-settentrionali sono a maggioranza araba sunnita e quelli centro-meridionali a forte prevalenza araba sciita, dove un ruolo informale molto importante è svolto dai quattro grandi ayatollah sciiti che hanno sede nella città santa di Najaf, fra cui il più influente è ʿAlī al-Sistānī.

## La scena politica irachena all'indomani della caduta di Saddam (2003)
In teoria il regime di Saddam Hussein aveva imposto all'Iraq l'ideologia laica, nazionalista e con tendenze socialiste del partito Ba‘th. In pratica la società irachena era ancora percorsa da divisioni etniche, religiose e persino tribali. Il regime sfruttava queste divisioni e praticava discriminazioni sistematiche fra i vari gruppi, favorendo grandemente la minoranza (circa 25% della popolazione irachena) sunnita e specialmente i clan originari di Tikrit, città natale di Saddam. Gran parte delle posizioni di una certa responsabilità (dirigenti del partito, funzionari governativi, ufficiali dell'esercito ecc.) erano affidate a sunniti, possibilmente di tendenze laiche.
L'opposizione a Saddām era particolarmente forte fra coloro che erano danneggiati da queste discriminazioni, ovvero fra gli sciiti (oltre il 50% della popolazione) ed i curdi (circa il 20%).

### Gli sciiti
Nel sud sciita tutti i tentativi di rivolta (ad es. subito dopo la Prima Guerra del Golfo) erano stati repressi dal governo centrale e quasi tutti i leader politici erano dovuti fuggire in esilio. Fra questi erano particolarmente importanti l'Ayatollah Sayyed Muhammad Bāqir al-Hakīm ed Ibrāhīm al-Jaʿfarī, rispettivamente a capo del Consiglio Supremo per la Rivoluzione Islamica in Iraq (noto con l'acronimo inglese SCIRI) e del Partito Islamico Da'wa (Daʿwa vuol dire "appello"), entrambi con forti legami con l'Iran.
L'unica autorità a cui il regime era obbligato a concedere una minima autonomia era quella ecclesiastica, specialmente quella dei grandi ayatollah sciiti di Najaf (città santa dello Sciismo in quanto ospita la tomba di ʿAlī ibn Abī Ṭālib, quarto califfo e primo Imam sciita). Ciò non impedì l'assassinio nel 1999 del grande ayatollah Muhammad Sādiq al-Sadr (e di due suoi figli), fondatore di un movimento politico-religioso considerato pericoloso da Saddam. Il suo assassinio non estinse il movimento sadrista, per quanto esso passasse in clandestinità e subisse una scissione: la maggioranza dei suoi membri rimase fedele a Muqtada al-Sadr (un altro figlio dell'ayatollah assassinato), mentre una consistente minoranza passò con lo sceicco Muhammad Ya'qubi (amico del padre di Muqtada e appoggiato del Grande Ayatollah iraniano Kadhim al-Haeri), che avrebbe successivamente fondato il partito Fadila (virtù).
L'assassinio di al-Sadr ebbe anche la conseguenza di rendere indiscussa la preminenza religiosa del grande ayatollah ʿAlī al-Sīstānī: egli è oggi la personalità più influente dell'Iraq.
I partiti sciiti accettarono con grande riluttanza l'occupazione americana, considerata un prezzo da pagare per poter rivendicare i propri diritti (oltre la metà della popolazione irachena è sciita). L'opposizione agli americani era particolarmente forte fra i sadristi, che fin dall'inizio li accusarono di voler trasformare l'Iraq in uno stato fantoccio se non addirittura in una colonia. Va inoltre notato che diversi di questi partiti disponevano (e dispongono) di milizie armate, fra cui le più importanti sono la Badr (dello SCIRI) e l'esercito del Mahdi (di Muqtada al-Sadr).

## I curdi
Negli anni novanta i curdi erano riusciti a stabilire nel nord quello che era quasi uno stato indipendente, nonostante i forti conflitti interni fra i due partiti maggiori, l'Unione Patriottica del Kurdistan di Jalāl Tālabānī ed il Partito Democratico del Kurdistan di Masʿūd Bārzānī. Entrambi questi partiti sono di tendenza relativamente laica, ma esiste pure un partito islamico curdo.
Prima dell'invasione americana l'entità curda era protetta dalla milizia dei peshmerga, che poi partecipò attivamente all'invasione stessa. I curdi sono i più fedeli alleati degli USA in Iraq, per quanto siano stati costretti da essi a rinunciare alle proprie aspirazioni di indipendenza totale, accontentandosi di una larga autonomia dal governo centrale iracheno.

### I sunniti e la guerriglia
I sunniti sono il blocco della popolazione irachena che ha visto la caduta del regime di Saddam nella luce peggiore. Essi infatti hanno controllato lo stato iracheno fin dall'istituzione della monarchia negli anni venti, spesso a spese degli altri gruppi etnico-religiosi iracheni: la caduta di Saddam ha segnato la fine di questo predominio. Inoltre moltissimi di loro erano parte dell'apparato governativo, dell'esercito o del partito Baʿth e l'epurazione o la dissoluzione di queste istituzioni li ha spesso lasciati senza lavoro. Tutto ciò si è sommato ad un nazionalismo particolarmente forte ed alla convinzione di essere vittime di un sopruso (i sunniti rifiutano di credere di non essere la maggioranza) ed ha creato un clima di ostilità diffusa nei confronti delle truppe occupanti e delle nuove istituzioni irachene.
Questo clima, unito alle competenze militari dei sunniti (ad es. gli ex ufficiali dell'esercito potevano attingere a depositi segreti di armi e munizioni disseminati da Saddam in tutto il Paese) ha portato alla formazione di numerosi gruppi armati di tendenze sia laiche (ex baʿthisti) che islamiche. Questi si sono spesso alleati con jihādisti provenienti dall'estero e facenti parte di gruppi esplicitamente terroristici come quello di al-Zarqawi, noto impropriamente come al-Qāʿida in Iraq.
A livello politico, vi sono diversi gruppi che vorrebbero rappresentare i sunniti. Fra questi l'Associazione del clero musulmano, il Fronte di Accordo Nazionale (entrambi di carattere religioso) ed il Consiglio Nazionale per il Dialogo (di tendenza laica). Questi partiti sono considerati i più vicini alla resistenza.

### Gli esiliati laici
Un ruolo di una certa importanza è svolto da alcuni esiliati laici come Iyad Allawi (sunnita, ex membro del partito Ba‘th fuggito dall'Iraq durante l'ascesa al potere di Saddam e poi entrato al servizio della CIA, primo ministro fra il giugno del 2004 e l'inizio del 2005), Ahmad Shalabī (scritto talora Chalabi; finanziere sciita legato ai gruppi neoconservatori americani - e forse anche ai servizi segreti iraniani - fonte di molte delle informazioni che hanno spinto gli USA alla guerra) ed Adnān Pachachī.

### Altri gruppi
Nella politica irachena vi sono poi gruppi di importanza minore, come le piccole minoranze turca e cristiana caldea, insediate in regioni ristrette del nord del paese (come la città di Kirkuk), o
alcuni piccoli partiti (come i comunisti) non legati a gruppi etnici, religiosi o tribali.

## Elezioni costituenti del 30 gennaio 2005
In un passaggio importante della transizione dal controllo straniero all'autodeterminazione, gli iracheni votarono per l'Assemblea Nazionale Irachena (rinominata Consiglio dei Rappresentanti dell'Iraq dopo il referendum costituzionale dell'ottobre 2005), un nuovo organo transitorio composto da 275 membri avente per compito la stesura della nuova costituzione democratica, oltre all'esercizio della funzione legislativa nel frattempo.
La partecipazione al voto fu pari al 58% (8,4 milioni di votanti), nonostante il quasi totale boicottaggio della componente sunnita e dei suoi partiti e ben 9 attacchi contro i seggi, che fecero 44 morti. I risultati definitivi furono ufficializzati il 13 febbraio.
Risultati delle elezioni del gennaio 2005
| Alleanza Irachena Unita               | 140 | sciita, religiosa, guidata da Ibrāhīm al-Jaʿfarī                                             |
| Alleanza del Kurdistan                | 75  | curda, guidata da Masʿūd Bārzānī e Jalāl Ṭālabānī, alleanza dei due principali partiti curdi |
| Lista Iraqena                         | 40  | sciita, laica, guidata dal primo ministro in carica Iyad Allawi                              |
| Altri                                 | 20  |                                                                                              |
| Totale                                | 275 |                                                                                              |
| Fonte: Congressional Research Service |     |                                                                                              |

Dodici liste ottennero seggi all'Assemblea Nazionale. Il 48,2% dei voti e la maggioranza dei seggi (140) andarono a due partiti che rappresentavano la componente sciita (SCIRI: Abd al-Aziz al-Hakim, Daʿwa: Ibrahim al-Ja'fari), riuniti nella Alleanza Irachena Unita, tacitamente sostenuta dal Grande Ayatollah Ali al-Sistani. Anche la comunità curda fu ben rappresentata con il 25,7% dei voti e 75 seggi per la Alleanza Patriottica Democratica del Kurdistan, che riuniva i due principali partiti curdi (UPK: Jalal Talabani, PDK: Mas'ud Barzani). La Lista Irachena, guidata dal primo ministro Iyad Allawi, giunse terza con il 13,8% dei voti e 40 seggi. Nessun'altra lista superò il 2%: nel complesso ottennero 20 seggi.

### Elezioni provinciali del 30 gennaio 2005
Simultaneamente alle elezioni costituenti si tennero le elezioni dei consigli dei 18 governatorati (41 seggi in ciascun consiglio, 51 a Baghdad). I sunniti boicottarono anche queste elezioni. Liste sciite vinsero in 11 province, inclusa Baghdad. Liste curde vinsero in 5 province (Arbil, Dahuk, Ninawa (Ninive), Sulaymaniyya, al-Tamim). Liste sunnite vinsero in una provincia (al-Anbar). Non ebbe un chiaro vincitore una provincia (Salah al-Din). In questa data si elessero anche i 111 consiglieri della regione autonoma del Kurdistan iracheno.

### La redazione della Costituzione
Il compito principale del parlamento eletto il 15 gennaio 2005 era di redigere una nuova costituzione. La Transitional Administrative Law (TAL) prevedeva che essa fosse approvata entro il 15 agosto, in modo da poterla sottoporre a referendum in ottobre. Queste scadenze si rivelarono difficili da rispettare. Un primo ostacolo fu la nomina del presidente e del nuovo governo, che occupò il parlamento fino al 29 aprile. Il problema si spostò poi alla scelta della commissione che avrebbe redatto la costituzione, ed in particolare al numero di sunniti che avrebbero dovuto farne parte. Il boicottaggio delle elezioni del 15 gennaio aveva lasciato i sunniti con pochissimi deputati e si cercava di evitare che la loro conseguente esclusione dalla stesura della costituzione potesse esacerbare ulteriormente gli animi. A fine giugno si arrivò al compromesso di aggiungere dei membri esterni all'iniziale commissione di 55 deputati, portando la rappresentanza sunnita a 25 membri su circa 80 (di cui 10 senza diritto di voto). La commissione cominciò a lavorare agli inizi di luglio e procedette con rapidità, salvo per due questioni fondamentali:
- Il ruolo della religione islamica: per quanto l'ayatollah Sistani non fosse favorevole al modello iraniano in cui il clero è investito del potere di limitare le azioni del parlamento e dell'esecutivo (Sistani ritiene che l'autorità religiosa debba esercitare solo un'influenza indiretta), tutti i partiti religiosi sciiti ed anche alcuni dei sunniti erano molto favorevoli ad assegnare all'Islam un ruolo importante; a ciò si opponevano i curdi, il partito "laico" di ʿAllawi, i rappresentanti delle minoranze e la maggioranza dei sunniti. Gli USA erano contrari a questa ipotesi.
- La forma federale dello stato iracheno: nel timore che un forte stato centralizzato potesse ripetere gli eccessi dell'epoca di Saddam, i curdi avevano proposto che le province irachene potessero formare delle confederazioni regionali (ciascuna composta di almeno 3 province) che avrebbero goduto di amplissima autonomia sia economica (trattenendo gran parte dei proventi petroliferi) che nel campo della sicurezza (ciascuna confederazione avrebbe avuto una propria polizia e forse persino un proprio esercito). A questa ipotesi si opponevano in primo luogo i sunniti (che occupano una regione povera di risorse naturali), ma anche i nazionalisti iracheni, da ʿAllawi ad al-Sadr, che consideravano l'istituzione delle confederazioni come l'anticamera della dissoluzione dell'Iraq. Gli USA (ed anche lo SCIRI) erano favorevoli ad una versione meno estrema di quanto proposto dai curdi.

Il totale disaccordo su questi temi obbligò il Parlamento a spostare di due settimane la scadenza del 15 agosto. Sciiti e curdi giunsero infine ad un compromesso, che ignorava invece le richieste dei sunniti (e vanificava i precedenti sforzi di "coinvolgerli" nella stesura della costituzione): i curdi avrebbero accettato un articolo che impedisce l'approvazione di leggi contrarie ai "principi riconosciuti dell'Islam" (oltre che ai "diritti umani" ed ai "principi democratici"), mentre gli sciiti avrebbero acconsentito alle confederazioni regionali (sia pur in forma edulcorata rispetto alle proposte curde).
Esecutivo
Presidente: Jalal Talabani (curdo) (2005) YNK
Vice-presidenti: Ghazi Mashal Ajil al-Yawer (sunnita, ʿIraqiyyūn) e Adel Abd al-Mahdi (sciita, SCIRI) (2005)
Primo ministro: Jawad al-Maliki (sciita, Daʿwa) (2006)

## Referendum costituzionale del 15 ottobre 2005
La costituzione provvisoria del 2004 prevedeva che la nuova costituzione venisse approvata in un referendum nazionale prima di entrare in vigore. Per tutelare le minoranze, non solo i voti favorevoli dovevano prevalere a livello nazionale ma i voti contrari non dovevano raggiungere o superare i due terzi in più di 2 delle 18 province. La norma era stata pensata per tutelare i curdi, ma in realtà finì con il servire per i sunniti.
Il voto ebbe luogo in presenza di forti misure di sicurezza. La partecipazione toccò il 63%. I risultati erano previsti dopo quattro giorni, ma ne furono necessari dieci. A livello nazionale i sì toccarono il 79%. Il no prevalse in tre province, ma solo in due passò la soglia dei due terzi (vi furono accuse di brogli nella terza). L'approvazione della costituzione mise in moto il processo per le elezioni parlamentari di dicembre.

## Elezioni parlamentari del 15 dicembre 2005

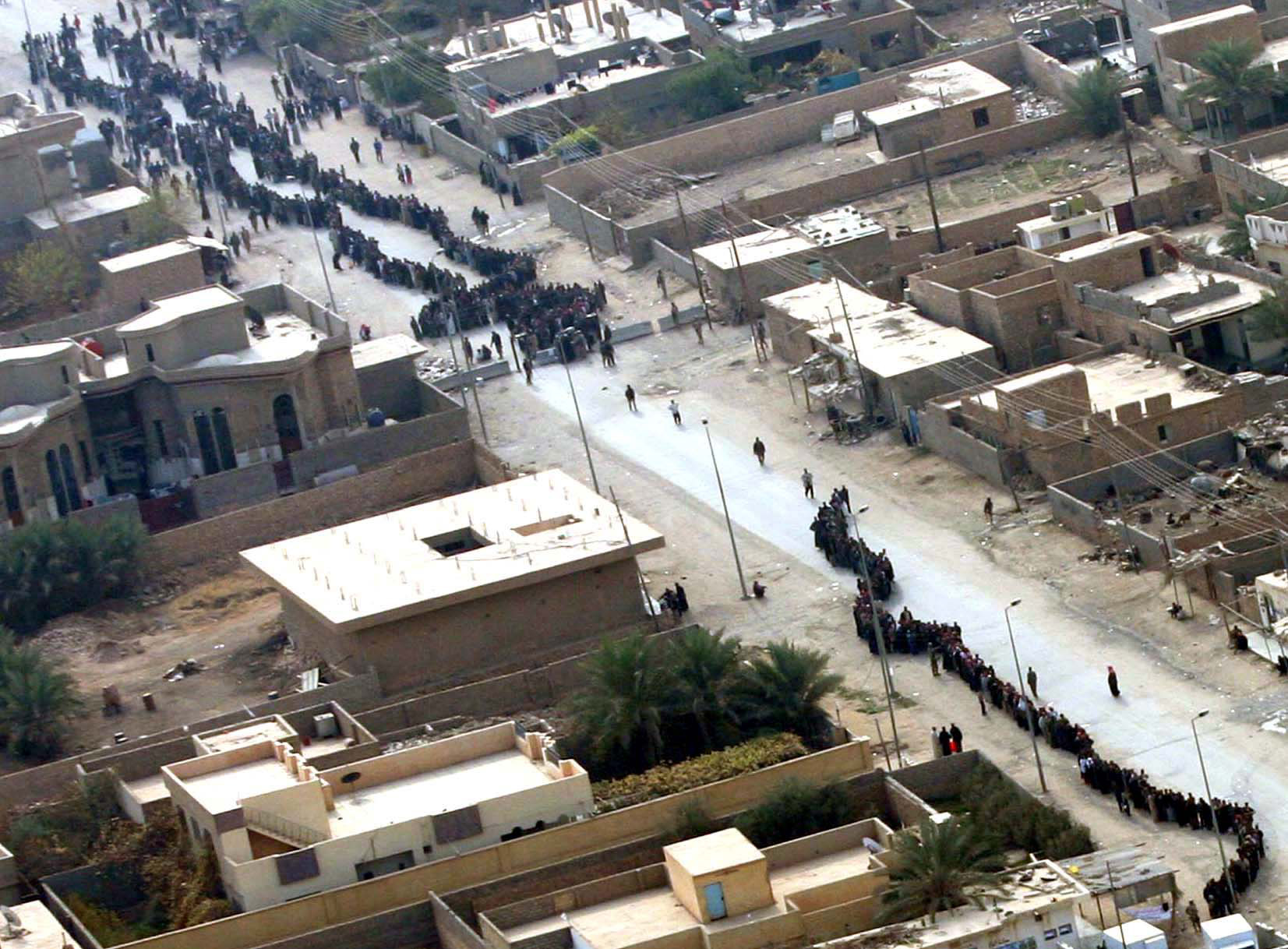
Iracheni in coda davanti ai seggi elettorali nella città a prevalenza sunnita di Husaybah, durante le elezioni nazionali del 15 dicembre 2005. Solo poche settimane prima, i marines e l'esercito americano hanno combattuto contro gli insorti in questa città situata presso il confine siriano.

Dopo le elezioni per l'assemblea costituente (e parlamento provvisorio iracheno) del 31 gennaio 2005 e il referendum di ratifica della Costituzione del 15 ottobre 2005, la nuova tappa per passare dalle istituzioni provvisorie irachene a quelle definitive è stata contrassegnata dalle elezioni parlamentari del 15 dicembre 2005 per eleggere i 275 membri dell'Assemblea Nazionale (Al-Majlis al-Watani) permanente.
Anche queste elezioni si sono svolte con un sistema proporzionale, come quelle del 31 gennaio, ma con un diverso metodo di ripartizione dei seggi per una maggiore tutela della minoranza sunnita. L'affluenza è stata elevata nelle regioni a maggioranza curda e a maggioranza sciita, mentre minore in quella a maggioranza sunnita. I risultati definitivi furono resi noti il 10 febbraio.
Risultati delle elezioni del dicembre 2005
| Alleanza Irachena Unita               | 128 | sciita, religiosa, guidata dal primo ministro in carica Ibrāhīm al-Jaʿfarī, include il movimento di Moqtadā al-Ṣadr |
| Alleanza del Kurdistan                | 53  | curda, guidata da Masʿūd Bārzānī e Jalāl Ṭālabānī, alleanza dei due principali partiti curdi                        |
| Lista Irachena                        | 25  | non confessionale, guidata dall'ex primo ministro Iyād ʿAllāwī                                                      |
| Fronte dell'Accordo Iracheno          | 44  | sunnita |
| Fronte Iracheno Nazionale del Dialogo | 11  | sunnita |
| Altri                                 | 14  | |
| Totale                                | 275 | |
| Fonte: Congressional Research Service |     | |

L'Alleanza Irachena Unita, coalizione dei partiti sciiti facenti capo all'ayatollah Ali al-Sistani, si confermò maggioritaria con il 41% dei voti, ottenendo 128 seggi.
L'Alleanza del Kurdistan, coalizione dei principali partiti curdi PDK e UPK, ottenne il 21,7% dei voti, prevalentemente dalle province del Kurdistan, guadagnando 53 seggi.
Per la prima volta parteciparono alle elezioni anche gli arabi sunniti, che avevano boicottato le precedenti elezioni di gennaio, seppure in due liste separate, a causa di un diverso giudizio verso la Costituzione: il Fronte dell'Accordo Iracheno, guidato da Adnan al-Dulaymi e dal Partito Islamico Iracheno di Mohsen Abd al-Hamid (15% dei voti e 44 seggi) la accettava con riserva, richiedendone una modifica per introdurvi elementi di Shari'a, mentre il Fronte Iracheno del Dialogo Nazionale, guidato da Salah al-Mutlak (4% dei voti e 11 seggi), di tendenza laica e neo-Ba'th, la respingeva totalmente per l'impostazione federalista che penalizzava le province sunnite nella ripartizione degli introiti petroliferi.
La Lista Nazionale Irachena, dell'ex Premier Iyad Allawi, sciita e filo-occidentale, perse invece molti consensi (8% dei voti e 25 seggi), mentre nella coalizione sciita era in crescita la frangia anti-occidentale di Muqtada al-Sadr.

### Governo Maliki I (2006-2010)
Poiché la Costituzione prevedeva la maggioranza dei due terzi per l'elezione del Presidente della Repubblica, vi furono mesi di trattative per formare una grande coalizione tra le diverse componenti etniche del Paese. Dopo una fase di stallo per via dei veti incrociati tra gli sciiti da un lato, i curdi e i sunniti dall'altro, la situazione si sbloccò con le dimissioni del primo ministro Ibrahim al-Ja'fari, fortemente criticato dai sunniti, e la scelta quale suo successore di Nuri al-Maliki, dello stesso Partito Islamico Daʿwa.
Trovato l'accordo sulle cariche istituzionali, i deputati elessero come Presidente del Parlamento il sunnita Mahmud Mashhadani, e rielessero per un secondo mandato come Presidente dell'Iraq il curdo Jalal Talabani (il 22 aprile), il quale conferì l'incarico per formare il governo a Nuri al-Maliki.
Secondo molti osservatori un governo di unità nazionale era l'unico modo per evitare l'aggravarsi del clima da guerra civile iniziato alla fine di febbraio con l'attentato alla Moschea di Samarra. Una spinta decisiva per sbloccare la situazione di stallo nelle trattative per la formazione del nuovo governo è stata data dalla diplomazia degli Stati Uniti, preoccupati del fatto che il vuoto di potere potesse favorire i numerosi gruppi guerriglieri e di terroristi.
Il 20 maggio, fu infine votata la fiducia al nuovo governo di unità nazionale guidato da Nuri al-Maliki. I deputati approvarono uno ad uno per alzata di mano ciascuno dei 37 ministri. All'inizio della seduta, alcuni deputati sunniti del Fronte dell'Accordo Iracheno abbandonarono l'aula in segno di protesta. Le trattative per la formazione del nuovo governo non portarono ad un accordo sui Ministeri chiave dell'Interno e della Difesa, diretti ad interim rispettivamente dal premier Nuri al-Maliki e dal vicepremier sunnita Salam al-Zubaie.
Il giorno della presentazione al parlamento del governo, la cosiddetta “Zona Verde” di Baghdad, dove sono concentrati i ministeri, è stata presidiata ancor più del solito dalle forze di sicurezza, ma la giornata è stata comunque funestata come ogni giorno da attentati e uccisione; in particolare nella stessa Baghdad (quartiere di Sadr City, e nella cittadina di Qa'im, presso il confine con la Siria. Tra le priorità del nuovo governo vi era naturalmente la sicurezza e il tentativo di impedire che nel paese scoppiasse definitivamente una guerra civile provocata dai gruppi armati. A tale scopo sono state avviate trattative di pace con alcuni gruppi di guerriglieri sunniti che non hanno compiuto attentati contro i civili ed è stata espressa dal Primo Ministro l'intenzione di sciogliere o assorbire nelle forze regolari le milizie dei vari partiti. Inoltre, furono promessa la lotta alla corruzione e la definizione di un calendario per sostituire con forze irachene i militari stranieri della forza multinazionale.
Tra il 2007 e il 2008, anche grazie all'incremento di truppe americane e alla maggiore presenza e autonomia delle truppe irakene, a partire dal "Movimento del Risveglio" (tribale) nella provincia di al-Anbar, un numero crescente di sunniti ha abbandonato il fiancheggiamento di al-Qa'ida in Iraq e la resistenza baathista - saddamista per accettare il nuovo regime. Anzi molti sunniti sono entrati nell'organizzazione militare anti-qaedista "Figli dell'Iraq", che a fine 2008 contava 90.000 militanti. Finanziati inizialmente dagli USA, a fine 2008 i Figli dell'Iraq erano pagati dal governo che di fatto ha riconosciuto loro uno status ufficioso e che si è impegnato a incorporarne almeno una parte nelle forze dell'ordine. Come contrappeso, e per svuotare i ranghi del movimento radicale sciita retto da Muqtada al-Sadr, il governo ha finanziato la formazione di gruppi simili anche nelle aree sciite. Di conseguenza la violenza settaria è fortemente diminuita (soprattutto nella capitale Baghdad, ma non solo): stime indipendenti hanno contato 6.700-8.000 iracheni uccisi nel 2008, meno della metà del dato del 2007, e la Associated Press ha indicato in 314 le perdite USA nel 2008, a fronte di 904 nel 2007.
Questi risultati hanno facilitato, alla fine del 2008, un accordo tra Stati Uniti ed Iraq sul ritiro delle truppe americane entro la fine del 2011 (e da tutte le città entro metà 2009), uno degli ultimi atti della presidenza Bush. Siglato dopo lunghe trattative, è stato approvato dal Parlamento irakeno, tra le forti critiche dei partiti di opposizione.

#### Elezioni provinciali del 31 gennaio 2009

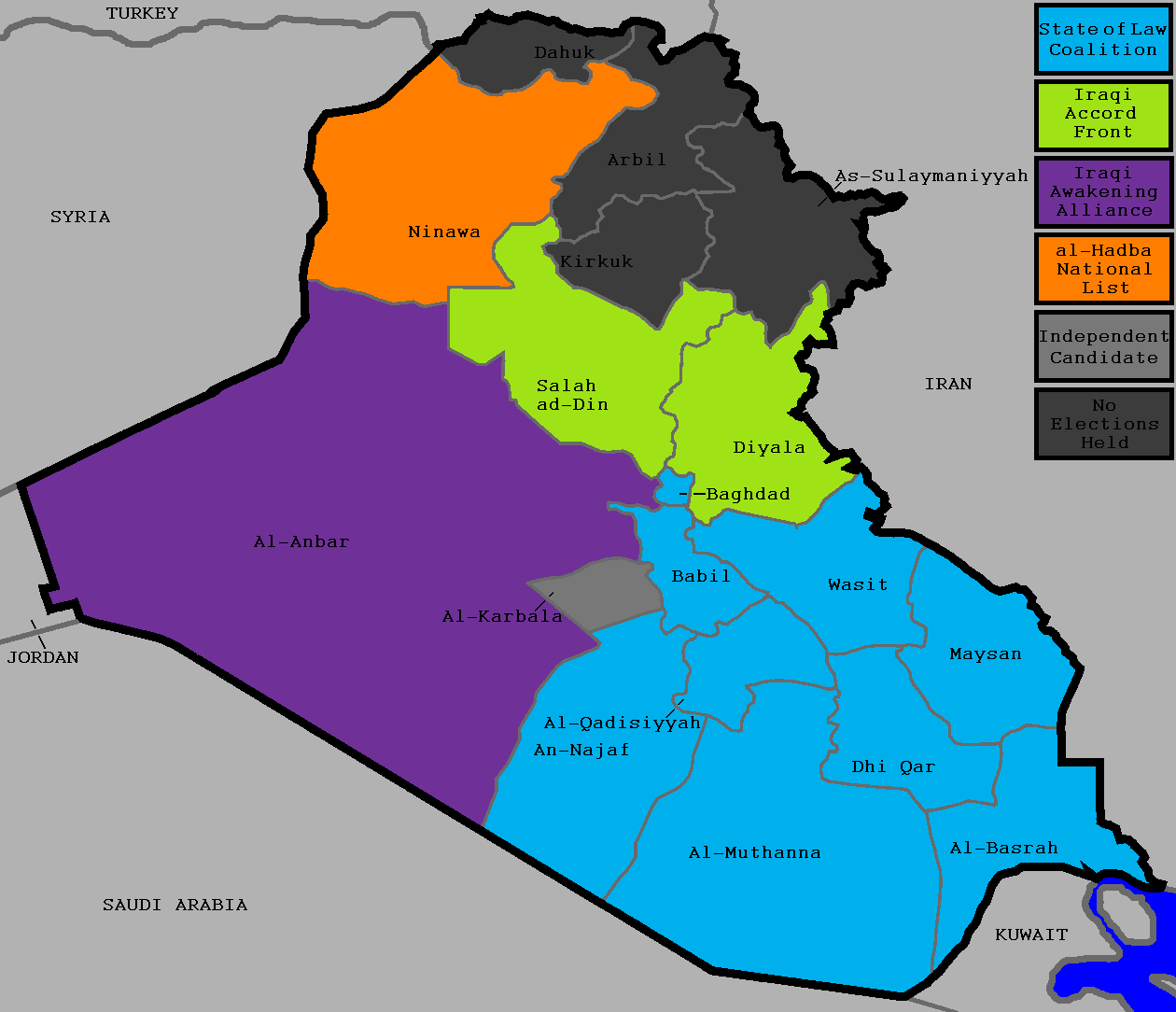
Risultati delle elezioni nei governatorati: lista maggioritaria in ciascun governatorato

Le elezioni nei governatorati del 2009 si sono tenute a gennaio in 14 dei 18 governatorati, chiamando alle urne 15 milioni di elettori per scegliere 444 seggi tra 14.431 candidati, ed a luglio nei tre governatorati del Kurdistan, mentre per Kirkuk non fu ancora raggiunto un accordo istituzionale.
Alle precedenti elezioni del 2005 non era stata consentita la candidatura dei sunniti, i cittadini sunniti avevano boicottato le elezioni e dato vita alla prima insorgenza irachena. Le elezioni del 2009 furono le prime rappresentative della composizione dell'elettorato regionale, sebbene le condizioni di sicurezza restassero precarie. Per contenere il rischio di attentati ai seggi elettorali, fu imposto il divieto di circolazione veicolare durante il voto. Per la prima volta il governo concesse la presenza di osservatori internazionali nei collegi elettorali per garantire l'assenza di brogli.
La partecipazione al voto fu del 51%, inferiore alle precedenti elezioni del 2005. I risultati definitivi furono resi noti il 19 febbraio. Furono annullati per irregolarità procedurali gli scrutini di soli 60 seggi (su 42.000).
Nei governatorati meridionali a maggioranza sciita risultò maggioritario il Partito Islamico Da'wa, del primo ministro Nuri al-Maliki, sebbene con preferenze inferiori al 50%, seguito dal Supremo Consiglio Islamico Iracheno di Abd al-Aziz al-Hakim, dal movimento radicale filo-iraniano di Muqtada al-Sadr e da quello riformista dell'ex-primo ministro Dawa Ibrahim al-Jaafari.
Nei governatorati a maggioranza sunnita si affermarono liste sunnite radicate nei singoli governatorati: in quelli centrali di Diyala e Salah-ad-Din prevalse l'islamista Fronte dell'Accordo Iracheno, in quello settentrionale di Ninive la lista regionale al-Hadba (collegata alla Lista Nazionale Irachena laica dell'ex-primo ministro Iyad Allawi e dell'ex-presidente Ghazi al-Yawar), in quello di al-Anbar ottenne un'ampia maggioranza la Lista del Risveglio, composta da ex-combattenti baathisti sunniti, in quello di Kerbela si affermò una lista indipendente (Progetto Nazionale Iracheno). Inoltre, nei governatorati di Diyala e Ninive, risultò seconda la lista unitaria curda.

#### Ritiro delle truppe americane
Seguendo quanto promesso nella sua campagna elettorale, nel febbraio 2009 il neo-presidente Barack Obama dispose l'avvio del ritiro delle truppe americane dall'Iraq. Nel corso del 2009 le truppe della coalizione si ritirarono dall'Iraq, mentre l'intensità dei bombardamenti si ridusse un po'. Per il "cambiamento di clima" nelle relazioni con il mondo musulmano, il presidente Obama ricevette il premio Nobel per la pace nel 2009.
Fu anche proposta la realizzazione di un referendum nazionale in Iraq per chiedere un ritiro più rapido delle truppe americane.

## Elezioni parlamentari del 7 marzo 2010
Le elezioni parlamentari in Iraq del 7 marzo 2010 ebbero come fine il rinnovo dell'Assemblea nazionale irachena, precedentemente eletta nel dicembre 2005.
Le migliori condizioni di sicurezza consentirono una piena partecipazione dei sunniti, inoltre la legge elettorale fu modificata permettendo di rendere noti i nomi dei candidati nelle liste, e quindi di esprimere un voto di preferenza.
I principali temi della campagna elettorale furono la lotta alla corruzione e il rafforzamento dello Stato di diritto, gli investimenti pubblici in infrastrutture, la lotta alla disoccupazione in tempi di crisi, il bilancio pubblico gravato da una riduzione delle entrate a causa del calo dei prezzi del petrolio.
Risultati delle elezioni del 2010
| Iraqiya                     | 91  | non confessionale, guidato dall'ex Primo ministro Iyād ʿAllāwī |
| Coalizione Stato di Diritto | 89  | sciita, religiosa, guidata dal Primo ministro in carica Nūrī al-Mālikī, corrisponde al partito Daʿwa                                                                                        |
| Alleanza Nazionale Irachena | 70  | sciita, religiosa, guidata dall'ex Primo Ministro Ibrāhīm al-Jaʿfarī, include il movimento di Muqtadā al-Ṣadr e gli altri partiti dell'ex Alleanza Irachena Unita, eccetto il partito Daʿwa |
| Alleanza del Kurdistan      | 43  | curda, guidata da Masʿūd Bārzānī e Jalāl Ṭālabānī, alleanza dei due principali partiti curdi                                                                                                |
| Altri                       | 32  | |
| Totale                      | 325 | |
| Fonte: nytimes.com          |     | |

I risultati elettorali videro il Movimento nazionale iracheno (al-ʿIrāqiyya) di Iyad Allawi come lista maggioritaria (25% dei voti e 91 seggi), seguito dalle due liste sciite, la Coalizione dello Stato di Diritto del Primo Ministro Nuri al-Maliki (24% dei voti e 89 seggi), e l'Alleanza nazionale irachena dell'ex Primo Ministro Ibrahim al-Ja'fari (18% dei voti e 70 seggi), sorte dalla separazione dell'Alleanza irachena unita.
L'Alleanza del Kurdistan, coalizione dei due principali partiti curdi, ottenne un buon risultato nelle regioni a maggioranza curda (14,5% dei voti e 43 seggi).

### Governo Maliki II (2010-2014)
Successivamente al voto vi furono polemiche su quale partito dovesse esprimere il Primo Ministro e fu richiesto il riconteggio dei voti.
Tuttavia, successivamente al riconteggio, le due liste sciite provenienti dalla dissolta Alleanza Irachena Unita riformarono una coalizione di governo per escludere i sunniti, eleggendo per un secondo mandato come Primo Ministro Nuri al-Maliki. Come Presidente del Parlamento fu eletto il sunnita Usama al-Nujayfi, la cui lista Al-Hadba aveva fatto parte della coalizione Movimento Nazionale Iracheno (Iraqiyya) di Iyad Allawi, che esercitò un'opposizione istituzionale alla politica accentratrice ed anti-sunnita del premier sciita Nuri al-Maliki.
In concomitanza con le primavere arabe mediorientali, anche i sunniti iracheni protestarono contro il governo di Maliki, ma furono repressi militarmente dall'esercito.
Successivamente, a partire dall'autunno 2012, i governatorati a maggioranza sunnita di Salah-ad-Din, Diyala ed Anbar avviarono il processo per costituire una regione autonoma sunnita, come previsto dalla Costituzione federale irachena, ma il premier Maliki si oppose a tale processo.
A partire da dicembre, Maliki attuò una campagna di epurazione ai danni dei sunniti presenti nelle istituzioni. Molti politici sunniti furono costretti a fuggire all'estero ritirandosi dalla vita attiva, come il gruppo facente capo a Rafi al-Issawi.

#### Elezioni provinciali del 2013
In occasione delle elezioni nei governatorati del 2013, i principali partiti sunniti abbandonarono l'alleanza, risultata politicamente infruttuosa, con Iyad Allawi, e si coalizzarono con i gruppi anti-qaedisti sunniti del Risveglio (Sahwa), formando la coalizione elettorale Mutahidun, per cavalcare l'ondata delle proteste nei governatorati sunniti (movimento Hirak), chiedendo le dimissioni di Maliki e la creazione di una regione autonoma nei sei governatorati a prevalenza sunnita (analogamente al Kurdistan iracheno).

#### Guerra civile irachena
Alla fine del 2013, la protesta dei sunniti, inizialmente pacifica, si trasformò in una rivolta nel governatorato di al-Anbar. I leader moderati, sconfessati dal governo, furono sostituiti da jihadisti, portando all'affermazione del gruppo islamista Stato Islamico.

## Elezioni parlamentari del 30 aprile 2014
Le elezioni si svolsero in un contesto di instabilità e violenza, mentre proseguivano gli attentati terroristici in tutto il Paese e gli insorti iracheni avanzavano dalle città di Falluja e Ramadi nel governatorato di al-Anbar, stringendo alleanze con gli insorti siriani. Nei territori da loro controllati, fu impedito alla popolazione di prendere parte alle elezioni.
La campagna elettorale fu dominata dalla questione della sicurezza e del ristabilimento della pace, mentre i temi economico-sociali, come le carenze di servizi pubblici essenziali, passarono in secondo piano. I media locali si focalizzarono sulle accuse reciproche tra i candidati e sugli scandali piuttosto che su temi politici, inoltre i candidati facevano spesso appello alle origini etniche, religiose e tribali del loro elettorato di riferimento, con un'impostazione tipicamente settaria.
Il premier uscente Nuri al-Maliki, attraverso una legge che consentiva l'esclusione dei candidati "di cattiva fama", impedì la candidatura di diversi esponenti dell'opposizione.
Risultati delle elezioni del 2014
| Coalizione Stato di Diritto           | 92  | sciita, guidato dal Primo ministro Nūrī al-Mālikī                        |
| Movimenti sadristi                    | 34  | sciiti, anti-statunitensi, vari movimenti legati a Muqtadā al-Ṣadr       |
| Al-Muwatin                            | 31  | sciita                                                                   |
| Muttahidun                            | 28  | sunnita                                                                  |
| Al-Wataniya                           | 21  | non confessionale, guidato dall'ex Primo ministro Iyād ʿAllāwī           |
| Partito Democratico del Kurdistan     | 25  | curdo, guidato dal Presidente del Kurdistan Iracheno Masʿūd Bārzānī      |
| Unione Patriottica del Kurdistan      | 21  | curdo, socialdemocratico, guidato dal Presidente iracheno Jalāl Ṭālabānī |
| Coalizione Al-Arabiya                 | 10  | sunnita                                                                  |
| Movimento per il Cambiamento (Gorran) | 9   | curdo                                                                    |
| Altri                                 | 57  |                                                                          |
| Totale                                | 328 |                                                                          |
| Fonte: ISW                            |     |                                                                          |

### Governo Abadi (2014-2018)
Le elezioni videro la riconferma della Coalizione dello Stato di Diritto, che tuttavia dovette associarsi anche con i partiti curdi e sunniti per ottenere la maggioranza dei due terzi necessaria all'elezione del Presidente, Fu'ad Ma'sum, il quale incaricò Haider al-Abadi di formare il nuovo governo. Il governo si insediò l'8 settembre 2014, con un'ampia coalizione della maggior parte dei partiti politici.
La priorità del governo fu la guerra contro lo Stato Islamico, che si era affermato nelle regioni settentrionali del Paese. Ciò ha portato all'affermazione di molte milizie sciite legate all'Iran, come le Forze di Mobilitazione Popolare. A causa del protrarsi della guerra civile, il mandato di Haydar al-'Abadi, che scadeva nel settembre 2017, fu prolungato fino al 2018.
A seguito della battaglia di Mossul, la guerra fu dichiarata conclusa ufficialmente il 9 dicembre 2017, consentendo la ripresa del processo elettorale.

## Elezioni parlamentari del 12 maggio 2018
Le elezioni legislative del 2018 si svolsero il 12 maggio.
Risultati delle elezioni del 2018
| Alleanza Saroon                       | 54  | sciiti nazionalisti guidati da Muqtadā al-Ṣadr                 |
| Alleanza Fatah                        | 48  | sciiti filo-iraniani di Hadi al-Ameri                          |
| Alleanza della Vittoria               | 42  | sciita moderato, guidato da Haider al-Abadi                    |
| Partito Democratico del Kurdistan     | 25  | curdo, guidato da Netchirvan Bārzānī                           |
| Coalizione Stato di Diritto           | 25  | sciita moderato, guidato dall'ex Primo ministro Nūrī al-Mālikī |
| Al-Wataniya                           | 21  | non confessionale, guidato dall'ex Primo ministro Iyād ʿAllāwī |
| Movimento per la Saggezza             | 19  | sciiti radicali                                                |
| Unione Patriottica del Kurdistan      | 18  | curdo, socialdemocratico                                       |
| Muttahidun                            | 14  | sunnita                                                        |
| Movimento per il Cambiamento (Gorran) | 9   | curdo                                                          |
| Altri                                 | 58  |                                                                |
| Totale                                | 329 |                                                                |
| Fonte: ISW                            |     |                                                                |

I risultati elettorali videro l'affermazione dei partiti sciiti radicali, come il Movimento sadrista, l'Organizzazione Badr e il Supremo Consiglio Islamico Iracheno. La coalizione Saarun, capeggiata da Muqtada al-Sadr, fu quella che ottenne il maggior numero di voti e di seggi (54 su 329). Muqtada al-Sadr fu dunque incaricato di formare un governo di coalizione.
Muqtada al-Sadr, leader di una coalizione di tendenza sciita nazionalista, intavolò le trattative di governo, stringendo accordi preliminari con il partito sciita Movimento Nazionale della Saggezza di Ammar al-Hakim, e col partito laico filo-occidentale Al-Wataniya di Iyad Allawi, ricevendo pressioni dagli Stati Uniti affinché si formasse un governo di coalizione con esso. Il 12 giugno, tuttavia, Sadr annunciò un accordo di coalizione con l'Alleanza Fatah di Hadi al-Ameri, partito vicino all'Iran, che aggiungendosi ai precedenti accordi, consentiva alla coalizione di raggiungere la maggioranza parlamentare con 141 seggi. Il 23 giugno si aggiunse alla coalizione anche l'Alleanza della Vittoria di Abadi, ma l'8 settembre, a seguito di rivolte a Bassora, la corrente sadrista e l'Alleanza Fatah invocarono le dimissioni di Abadi, azzerando nuovamente le trattative per il governo.

### Governo Abd al-Mahdi (2018-2020)
Il 25 ottobre 2018 venne pertanto nominato premier Adil Abd al-Mahdi, capo del partito sciita Supremo Consiglio Islamico Iracheno, ritenuto vicino all'Iran. 
Il suo governo deve affrontare il difficile compito di ricostruire il Paese, devastato da anni di guerra civile, con carenza di servizi pubblici e infrastrutture essenziali (acqua, elettricità, strade, sanità, scuole...) e di garantire l'occupazione e migliori condizioni economiche agli iracheni. Il malcontento della popolazione per l'inefficacia dell'azione di governo, nonché per il persistere dell'insicurezza in un clima ancora segnato dal terrorismo e dalla invadente presenza delle milizie iraniane sul territorio, suscita, in particolare nel sud del Paese ed a Baghdad, a partire dal 1º ottobre 2019 violente manifestazioni di protesta, accusando la classe politica di corruzione e incapacità a risolvere i problemi economici del Paese, chiedendo anche il ritiro delle milizie straniere dall'Iraq, come le milizie iraniane Hashd al-Shaabi. Il governo reagisce con la repressione, causando centinaia di morti e migliaia di feriti. Infine è lo stesso Muqtada al-Sadr, leader del primo dei partiti della coalizione di governo e capo delle Brigate della pace, milizie sciite nazionaliste non dipendenti dall'Iran, a fare pressioni sul governo per farlo cadere, prospettando le elezioni anticipate.
Il 29 ottobre 2019, Hadi al-Amiri e Muqtada al-Sadr ritirano la fiducia al governo, e il 30 novembre il premier Adil Abd al-Mahdi annuncia le proprie dimissioni, accettate dal Parlamento, pur restando in carica fino alla nomina del successore.
Il 1º febbraio 2020 il presidente iracheno Salih incaricò Mohamed Allawi di formare un nuovo governo, ma il tentativo fallì, e il 17 marzo fu designato il parlamentare Adnan al-Zurfi, del Partito Islamico Da'wa. Anche questi non riuscì a formare un governo e il 9 aprile, su pressioni statunitensi, fu designato Mustafa Al-Kadhimi, ex capo dei servizi segreti iracheni.

### Governo Al-Kadhimi (2020-2021)
Mustafa Al-Kadhimi, già capo dei servizi segreti iracheni dal 2016, filostatunitense, incaricato di formare un governo a seguito delle manifestazioni di protesta dell'ottobre 2019, riuscì a formare una coalizione maggioritaria che si insediò il 7 maggio 2020.
Sin dai primi mesi del suo governo Kadhimi indisse elezioni politiche anticipate, inizialmente previste a giugno 2021, poi rinviate al 10 ottobre.
Per la prima volta dal 2005, il sistema elettorale proporzionale fu rimpiazzato da un sistema di nomina diretta dei rappresentanti, in cui gli elettori votano il singolo rappresentante nel proprio collegio elettorale, senza formali liste di partito, benché nella pratica i candidati si avvalessero comunque del sistema di propaganda del proprio partito, oltre che di mezzi propri essendo in competizione tra loro anche tra candidati dello stesso partito.
Il Partito Comunista Iracheno e le altre organizzazioni che avevano partecipato alle proteste del 2019 contestarono le elezioni, evidenziando la presenza di organizzazioni partitiche affiancate da bracci armati capaci di fare pressione sugli elettori, come ad esempio nei quartieri popolari della capitale.

## Elezioni parlamentari del 10 ottobre 2021
Le elezioni si svolsero il 10 ottobre, e videro, come sempre, un'elevata dispersione del voto verso piccole liste e candidati indipendenti, cui andò circa il 40% dei seggi, di modo che il risultato delle urne non individuò una netta maggioranza assoluta, rendendo necessari accordi post-elettorali tra le liste maggioritarie.
Risultati delle elezioni del 2021
| Movimento Sadrista                | 73  | sciiti nazionalisti guidati da Muqtadā al-Ṣadr                      |  |  |  |  |
| Partito del Progresso             | 38  | sunnita, guidato dal presidente del Parlamento Mohammed al-Halbousi |  |  |  |  |
| Coalizione Stato di Diritto       | 37  | sciita moderato, di Nuri al-Maliki                                  |  |  |  |  |
| Partito Democratico del Kurdistan | 32  | curdo, guidato da Netchirvan Bārzānī                                |  |  |  |  |
| Unione Patriottica del Kurdistan  | 15  | curdo, socialdemocratico                                            |  |  |  |  |
| Alleanza Fatah                    | 14  | sciiti filo-iraniani di Hadi al-Ameri                               |  |  |  |  |
| Alleanza della Vittoria           |     | sciita moderato, di Haider al-Abadi                                 |  |  |  |  |
| Altri                             |     |                                                                     |  |  |  |  |
| Totale                            | 329 |                                                                     |  |  |  |  |
|                                   |     |                                                                     |  |  |  |  |

Dei sei principali partiti, verso cui si concentrò il 60% delle preferenze, la maggioranza relativa fu ottenuta dai partiti sciiti, divisi tra lo storico partito Da'wa, di Nuri al-Maliki, con 37 seggi (11%, +12 seggi rispetto al 2018), e gli sciiti nazionalisti di Muqtada al-Sadr, con la maggioranza relativa e 73 seggi (22%, +19 seggi rispetto all'alleanza Saroon del 2018), che risultò aver guadagnato consensi anche a spese dell'alleanza Fatah dei partiti sciiti filo-iraniani, i cui seggi (da 48 nel 2018) si ridussero a soli 14 (4%, -34 seggi). 
All'opposizione anche i sunniti dell'alleanza Taqaddum (Progresso), con il 12,5% e 41 seggi, ed i partiti curdi PDK e UPK, che ottennero messi assieme il 15%, con rispettivamente 32 e 17 seggi.
Il Movimento Sadrista di Muqtada al-Sadr si confermò il primo partito, che in alleanza con il PDK di Massoud Barzani ed il neo-costituito Partito del Progresso di Mohamed Al-Halbousi tentò di arginare l'ascesa dei partiti sciiti filoiraniani, sostenendo la candidatura come Presidente della Repubblica dell'ex ministro delle finanze Hoshyar Zebari bloccata dalla Corte suprema a causa di un'accusa pendente di appropriazione indebita di fondi pubblici per oltre due milioni di dollari.
Dopo il protrarsi di una crisi costituzionale per circa un anno, il 13 giugno 2022 i 73 parlamentari di Muqtada al-Sadr si dimettono in protesta per denunciare l'instaurazione di una cleptocrazia del partito Dawa, venendo sostituiti dai candidati secondi eletti nelle rispettive circoscrizioni. Colti alla sprovvista dal risultato, il 27 luglio assaltano la sede del Parlamento ingaggiando uno scontro armato con l'esercito iracheno che lascia a terra decine di morti e centinaia di feriti, al termine del quale al-Sadr annunciò a sorpresa il suo ritiro dalla vita politica.
Il 13 ottobre i partiti sciiti moderati storici ottennero così il via libera all'elezione a Presidente della Repubblica di Abdul Latif Rashid, che designò come premier Mohammed Shia' Al Sudani, del Partito Islamico Da'wa,  che il 27 ottobre formò un governo che ottenne la fiducia del Parlamento.